# رؤوف دنكطاش
رؤوف دنكطاش (بالتركية: Rauf Raif Denktaş) (27 يناير 1924 - 13 يناير 2012 م) كان سياسي تركي قبرصي ومحامي وقاضي انتخب في عام 1973 م نائبًا لرئيس جمهورية قبرص. وهو أول رئيس لقبرص الشمالية. تولى رئاستها بين عامي 1983 و2005 م.
يعد الرئيس القبرصي رؤوف دنكطاش كالأب الروحي للقبارصة الأتراك.
توفي في 13 يناير 2012 م عن عمر 88 عامًا بسبب تدهور حالته الصحية بعد اصابته بجلطة في الدماغ سببت لديه شللا مما تسبب بوفاته.

## روابط خارجية
- رؤوف دنكطاش على موقع مونزينجر (الألمانية)